# 朱賢烶
樂安悼隱王朱賢烶（1384年10月16日—1428年），明朝第一次封齊王朱榑的第一子，明太祖的第十八个孙子。他在洪武三十五年（1402年）八月受封乐安王。永樂四年（1406年）因其父激言致禍，而被廢為庶人，安置南京。
宣德三年（1428年）有福建男子楼濂冒名为“七府小齐王”，意图不轨，被发觉后，被押往京师，与其党羽数百人一起被诛杀。当年，朱榑与三个儿子“皆暴卒”。